# 1745
1745 (MDCCXLV) a fost un an obișnuit al calendarului gregorian, care a început într-o zi de joi.

## Arte, știință, literatură și filozofie
- Începe construcția Spitalului municipal din Timișoara.

## Nașteri
- 11 februarie: Tadataka Inō, cartograf japonez (d. 1818)
- 18 februarie: Alessandro Volta, fizician italian (d. 1827)
- 24 noiembrie: Maria Louisa a Spaniei, soția lui Leopold al II-lea, Împărat Roman (d. 1792)

## Decese
- 18 martie: Robert Walpole, 68 ani, prim-ministru al Regatului Unit al Marii Britanii (n. 1676)
- 13 august: Ernest Frederic al II-lea, Duce de Saxa-Hildburghausen, 37 ani (n. 1707)